# Coppa Intercontinentale (calcio a 5)
La Coppa Intercontinentale di calcio a 5 (ingl. Intercontinental Futsal Cup) è la denominazione del più importante trofeo mondiale di calcio a 5 per club. Il trofeo venne assegnato per la prima volta nel 1997 a Porto Alegre tra otto formazioni provenienti da Nord America, Sud America ed Europa, prendendo il posto del Mondiale per club organizzato dalla FIFUSA. Dal 2004 la competizione è posta sotto l'egida della FIFA, che la organizza a cadenza annuale; nel 2009, 2010 e 2017 la coppa non si è disputata.
La squadra più titolate della manifestazione è l'Inter, con 5 successi.

## L'epoca dello scontro diretto
Nella seconda edizione svolta in Russia, la formula fu cambiata, e la coppa fu giocata tra il miglior club del Sud America ed il vincitore dell'European Champions Tournament. Dopo tre gare seguite in media da più di seimila persone, fu il Dina Mosca ad avere la meglio sui campioni uscenti dell'Ulbra. La coppa rimase con formula a scontro diretto anche per l'anno 1998 quando il futsal brasiliano si prese la rivincita grazie all'Atlético Mineiro che a Mosca batté sull'arco delle tre gare i padroni di casa della Dina. L'anno successivo a Mosca si ripeté il medesimo copione: moscoviti sconfitti e brasiliani in festa, stavolta fu l'Ulbra a vincere sulla distanza delle due gare ed a laurearsi campione del mondo.

## Il girone finale
La Coppa Intercontinentale non cambia sede nemmeno per il 2000, Mosca ospita quattro formazioni di sicuro valore come l'Atletico Mineiro, l'Ulbra campione del mondo, la Dinamo Mosca ed i campioni d'Europa del Segovia, sono proprio questi ultimi che vincono il girone e si laureano campioni del mondo. La formula non varia né sede né formula per l'anno successivo, quando sono di nuovo i brasiliani dell'Ulbra a vincere la loro terza Intercontinentale mettendo in fila Dina, Segovia e Inter.

## Il patrocinio della FIFA
La Coppa rimane ferma per le stagioni 2002 e 2003 fino alla decisione del massimo organismo del calcio mondiale di patrocinare nuovamente la manifestazione. A Barcellona dal 19 febbraio al 22 febbraio 2004 si accendono i riflettori sulle sei formazioni campioni dei rispettivi continenti: Carlos Barbosa, Action 21 Charleroi, i marocchini dell'Ajax de Tanger, Castellón, i giapponesi del PSTC Londrina e gli statunitensi del World United FC. La vittoria finale è ad appannaggio dei brasiliani del Carlos Barbosa che sconfiggono il Castellón 6-3.
La Coppa anche per l'edizione 2005 rimane in Spagna, a Puertollano, e finalmente è una squadra di casa a spezzare il dominio brasiliano: l'Inter batte il Jaraguá per 5-2 ed avvia un ciclo vittorioso che si ripeterà per altri 3 anni.

## Albo d'oro

### Edizioni non organizzate dalla FIFA
| Stagione  | Sede          | Vincitore        | Risultato                   | 2º posto         | 3º posto               |
| --------- | ------------- | ---------------- | --------------------------- | ---------------- | ---------------------- |
| 1997      | Porto Alegre  | Ulbra            | 4 - 2                       | Barcellona       | Dibuffalo Bunga Melati |
| 1997      | Mosca         | Dina Mosca       | 0 - 0 3 - 2 4 - 2           | Ulbra            |                        |
| 1998      | Mosca         | Atlético Mineiro | 5 - 6 4 - 0 4 - 3           | Dina Mosca       |                        |
| 1999      | Mosca         | Ulbra            | 4 - 4 (5-3 dcr) 2 - 3 4 - 3 | Dina Mosca       |                        |
| 2000      | Mosca         | Segovia          | Girone all'italiana         | Atlético Mineiro | Dina Mosca             |
| 2001      | Mosca         | Ulbra            | Girone all'italiana         | Dina Mosca       | Segovia                |
| 2002-2003 | Non disputata | Non disputata    | Non disputata               | Non disputata    | Non disputata          |

### Edizioni organizzate dalla FIFA
| Stagione  | Sede              | Campione       | Risultato           | Secondo posto       | Terzo posto      | Risultato           | Quarto posto    |
| --------- | ----------------- | -------------- | ------------------- | ------------------- | ---------------- | ------------------- | --------------- |
| 2004      | Barcellona        | Carlos Barbosa | 6 - 3               | Playas de Castellón | Action 21        | 8 - 4               | PSTC Londrina   |
| 2005      | Puertollano       | Inter          | 5 - 2               | Jaraguá             | Carlos Barbosa   | 4 - 0               | Benfica         |
| 2006      | Brusque           | Inter          | 1 - 0               | Jaraguá             | Carlos Barbosa   | 4 - 3               | U.A.A.          |
| 2007      | Portimão          | Inter          | 3 - 1               | Jaraguá             | Sporting Lisbona | 4 - 2               | Benfica         |
| 2008      | Granada           | Inter          | 6 - 1               | Jaraguá             | Carlos Barbosa   | 5 - 0               | Action 21       |
| 2009-2010 | Non disputata     | Non disputata  | Non disputata       | Non disputata       | Non disputata    | Non disputata       | Non disputata   |
| 2011      | Alcalá de Henares | Inter          | Girone all'italiana | Carlos Barbosa      | Benfica          | Girone all'italiana | Chonburi        |
| 2012      | Carlos Barbosa    | Carlos Barbosa | Girone all'italiana | Inter               | Boca Juniors     | Girone all'italiana | Montesilvano    |
| 2013      | Greensboro        | Dinamo Mosca   | 5 - 1               | Carlos Barbosa      | Intelli          | 4 - 2               | ElPozo Murcia   |
| 2014      | Almaty            | Qairat         | 3 - 2               | Dinamo Mosca        | Intelli          | 9 - 1               | Chonburi        |
| 2015      | Erechim           | Atlântico      | 4 - 3 (dts)         | Qairat              | Al Dhafra        | 6 - 2               | Misr Lel Makasa |
| 2016      | Doha              | BF Magnus      | 4 - 3 (dts)         | Carlos Barbosa      | Barcellona       | 6 - 1               | Al-Rayyan       |
| 2017      | Non disputata     | Non disputata  | Non disputata       | Non disputata       | Non disputata    | Non disputata       | Non disputata   |
| 2018      | Bangkok           | BF Magnus      | 2 - 0               | Carlos Barbosa      | Barcellona       | 12 - 2              | Chonburi        |
| 2019      | Bangkok           | BF Magnus      | 2 - 2 (3-1 dcr)     | Boca Juniors        | Corinthians      | 4 - 2               | Barcellona      |
| 2020-2022 | Non disputata     | Non disputata  | Non disputata       | Non disputata       | Non disputata    | Non disputata       | Non disputata   |
| 2023      | Cascavel          | Palma          | 3 - 3 (4-3 dcr)     | Cascavel            | Non disputata    | Non disputata       | Non disputata   |
| 2024      | Palma di Maiorca  | Palma          | 4 - 1               | BF Magnus           | Non disputata    | Non disputata       | Non disputata   |